# Jenny Alcorn
Jenny Alcorn (* 11. Februar 1959; † 3. März 2025) war eine australische Duathletin und Triathletin. Sie war Duathlon-Weltmeisterin (1992).

## Werdegang
Jenny Alcorn war in ihrer Jugend 15 Jahre lang im Hockey-Sport aktiv.
1984 startete sie als 25-Jährige bei ihrem ersten Triathlon und sie wurde trainiert von Brett Sutton.
1991 startete sie in Australien erstmals bei der Triathlon-Weltmeisterschaft und wurde Zweite in ihrer Altersklasse. Im Juni 1992 wurde die 32-Jährige in Frankfurt am Main ITU-Weltmeisterin Duathlon.
Sie startete bei 2005 als Profi-Athletin.
2009 wurde sie Vizeweltmeisterin Aquathlon (2,5 km Laufen, 1 km Schwimmen und 2,5 km Laufen) der Altersklasse 50–54.
2014 startete sie als 55-Jährige erstmals auf der Ironman-Distanz (3,86 km Schwimmen, 180,2 km Radfahren und 42,195 km Laufen) und qualifizierte sich als Siegerin der Altersklasse für einen Startplatz beim Ironman Hawaii (Ironman World Championships).

Im Oktober 2016 gewann sie beim Ironman Hawaii die Altersklasse 55–59. Im November wurde sie Weltmeisterin Cross-Triathlon in der Altersklasse 55–59.
Im September 2018 wurde Jenny Alcorn Vierte bei der Triathlon-Weltmeisterschaft auf der olympischen Kurzdistanz (1,5 km Schwimmen, 40 km Radfahren und 10 km Laufen) in der Altersklasse 55–59. Seit 2018 trat Jenny Alcorn nicht mehr international in Erscheinung.
Jenny Alcorn war viele Jahre auch im Surfers Paradise Triathlon Club als Coach tätig und betreute z. B. Emma Snowsill, Liz Blatchford, Luke McKenzie oder Ashleigh Gentle.

## Sportliche Erfolge
| Datum/Jahr    | Rang | Wettbewerb                            | Austragungsort    | Zeit     | Bemerkung                                     |
| ------------- | ---- | ------------------------------------- | ----------------- | -------- | --------------------------------------------- |
| 26. Sep. 2005 | 1    | ITU Duathlon World Championship 45–49 | Newcastle         | 02:11:25 | Duathlon-Weltmeisterin der Altersklasse 45–49 |
| 7. Juni 1992  | 1    | ITU Duathlon World Championships      | Frankfurt am Main | 02:53:49 | Duathlon-Weltmeisterin                        |

| Datum/Jahr    | Rang | Wettbewerb                             | Austragungsort | Zeit     | Bemerkung                                                                                                  |
| ------------- | ---- | -------------------------------------- | -------------- | -------- | --- |
| 16. Sep. 2018 | 4    | ITU Triathlon World Championship 55–59 | Gold Coast     | 02:21:20 | ITU-Weltmeisterschaft auf der olympischen Kurzdistanz (1,5 km Schwimmen, 40 km Radfahren und 10 km Laufen) |
| 11. Juni 2017 | 1    | Ironman Cairns 55–59                   | Cairns         | 10:43:00 | Siegerin der Altersklasse 55–59                                                                            |
| 8. Okt. 2016  | 1    | Ironman Hawaii 55–59                   | Hawaii         |          | Siegerin der Ironman World Championships in der Altersklasse 55–59                                         |
| 7. Dez. 2014  | 1    | Ironman Western Australia 55–59        | Busselton      |          | Siegerin der Altersklasse 55–59                                                                            |

| Datum/Jahr    | Rang | Wettbewerb                                   | Austragungsort  | Zeit     | Bemerkung                                            |
| ------------- | ---- | -------------------------------------------- | --------------- | -------- | ---------------------------------------------------- |
| 19. Nov. 2016 | 1    | ITU Cross Triathlon World Championship 55–59 | Snowy Mountains | 03:22:57 | Weltmeisterin Cross-Triathlon der Altersklasse 55–59 |

| Datum/Jahr | Rang | Wettbewerb                             | Austragungsort | Zeit     | Bemerkung                                                                                            |
| ---------- | ---- | -------------------------------------- | -------------- | -------- | --- |
| 2009       | 2    | ITU Aquathlon World Championship 50–54 | Gold Coast     | 00:39:46 | Vizeweltmeisterin Aquathlon der Altersklasse 50–54 (2,5 km Laufen, 1 km Schwimmen und 2,5 km Laufen) |

(DNF – Did Not Finish)